# Pabellón Morisco
El Pabellón Morisco es una edificación neoárabe que se ubica dentro del Parque de la Exposición en Lima, Perú.

## Descripción
Fue construido durante el gobierno del presidente Augusto Leguía, junto al resto del parque.
De arquitectura neoárabe, el edificio con forma cuadrada es de dos pisos, con escaleras que dan al segundo piso.